# 達德 (刑部主事)
達德（转写：Uksun Dade，1784年1月22日—1856年12月31日，乾隆四十九年二月十四日辰時－咸豐六年十二月初五日未時），愛新覺羅氏，原名達英，字號不詳。清朝遠支宗室鑲白旗第三族奕字輩，清朝政治人物。

## 生平
嘉慶十二年（1807年）中式丁卯科宗室鄉試舉人。
嘉慶十六年（1811年）中式辛未科第三甲第一百二十名同進士出身。五月，授刑部額外主事。
二十年（1815年）十二月，實授刑部主事。
道光五年（1825年）四月，升員外郎。
十一年（1831年）八月，授佐領。
十三年（1833年）二月，授宗人府理事官。
十五年（1835年）六月，因事革退。
咸豐六年（1856年）十二月初五日卒，年七十三歲。

## 家庭及關聯
- 六世祖：肅武親王豪格（1609年－1648年），清太宗文皇帝第一子，封和碩肅親王，授靖遠大將軍，革爵幽禁自盡；後追復肅親王，諡武，配饗太廟。
- 五世祖：顯懿親王富綬（1643年－1670年），豪格第四子，襲封和碩親王，改號為和碩顯親王，諡懿。
- 高祖父：顯密親王丹臻（1665年－1702年），富綬第四子，襲封和碩顯親王，諡密。
- 曾祖父：追封肅親王成信（1688年－1758年），丹臻第二子，封三等奉國將軍，官至頭等侍衛，追封和碩肅親王。
- 祖父：宗室永傑（1710年－1763年），成信第三子，官至副都統。
- 父：宗室春陞（1760年－1800年），永傑第六子，宗學副管，革退。
- 母：趙佳氏，春陞正室，汉军正蓝旗人，乾隆庚寅举人，知縣趙洵（趙爾巽高祖父）之女。
- 存華排行第一，有二弟：
  - 鄂泰（1785年－1832年），嘉慶五年舉人，官筆帖式，因事革退。
  - 鄂倫（1792年－1825年），閑散。

### 妻妾
- 正室：郭爾羅斯氏，富拉那之女。
- 繼室：烏蘇氏，德俊之女。
- 側室：李氏，李玉之女。

### 子女
有三子。
- 長子：宗室聰善（1816年－？年），過繼予族叔恩清為嗣。
- 次子：宗室文濶（1816年－1873年），閑散。
- 三子：宗室文瑞（1819年－1879年），過繼予族叔鄂泰為嗣，官三等侍衛、副班領。妻高佳氏（父镶黄旗满洲舒都，先祖总兵高鈺 (清朝)）。